# Neotomisme
El neotomisme és el corrent més fort del moviment filosòfic catòlic de la neoescolàstica que volia revigorir i modernitzar les idees desenvolupades per Tomàs d'Aquino a l'edat mitjana com a alternativa al modernisme i la il·lustració. El moviment va ser encetat el 1879 per l'encíclica Aeterni Patris sobre la restauració de la filosofia cristiana, publicada pel papa Lleó XIII (1810-1903). En el marc del nacionalcatolicisme va ser el sol corrent filosòfic autoritzat a les universitats d'Espanya durant el franquisme.
El moviment s'inscriu dins del moviment del romanticisme catòlic. Uns dels protagonistes del moviment a Espanya van ser J. González Arintero i P. Matías García. Arintero s'oposa a la separació dels poders i veu en la perfecte unió de l'Estat i de l'Església un ideal, que l'església no pot refusar sense fallar en la seva missió. Segons Carrasco, això és un nacionalcatolicisme avant la lettre i un tradicionalisme de l'statu quo. El neotomisme només es mou en el sentit que no vol repetir maquinalment les frases de Tomàs d'Aquino, però preconitza que s'ha de fer el que ell hauria fet si encara visqués, fidel al seu esperit. És un moviment restaurador i antimodernista.